# المحكمة العليا الكندية
المحكمة العليا الكندية (بالإنجليزية: Supreme Court of Canada ويُشار إليها اختصارًا: SCC) هي أعلى سلطة قضائية في كندا، وهي محكمة الاستئناف النهائية في نظام القضاء الكندي. تأذن تلك المحكمة لما بين 40 و75 متقاضٍ كل عام باستئناف الأحكام الصادرة من محاكم الاستئناف المحلية، والإقليمية، والفيدرالية أمامها.
تمتلك السلطة التشريعية حق إبطال تأثير الأحكام القضائية المتعلقة بالقانون العام على تفسير القوانين، إلا إذا كانت أحكام المحكمة المعنية متعلقة بتطبيق الدستور الكندي، وفي تلك الحالة تلتزم السلطة التشريعية التزامًا تامًا بحكم المحكمة في معظم الحالات. وينطبق ذلك بصفة خاصة على الأحكام القضائية المتعلقة بالميثاق الكندي للحقوق والحريات، إذ لا يحق للسلطة التشريعية تعديل الأحكام التي تستند إلى هذا الميثاق إلا بموجب الباب رقم 33 من الميثاق الكندي للحقوق والحريات الذي يسمح بإبطال الأحكام تحت ضوابط معينة.

## السلطة القضائية الكندية
يتسم هيكل النظام القضائي الكندي بالهرمية، إذ تتألف قاعدة الهرم الأساسية من المحاكم المحلية والإقليمية، وتقع مسؤولية تعيين قضاتها على عاتق الحكومات المحلية أو الإقليمية. ويتألف مستوى الهرم التالي من المحاكم العليا المحلية والإقليمية التي تتولى الحكومة الفيدرالية مهمة تعيين قضاتها. يمكن استئناف أحكام المحاكم العليا أمام محاكم الاستئناف المحلية والإقليمية التي تشكل المستوى الثالث من هيكل الجهاز القضائي الكندي.
ثمة عدة محاكم فيدرالية أيضًا: محكمة الضرائب الكندية، والمحكمة الفيدرالية، ومحكمة الاستئناف الفيدرالية، ومحكمة الاستئناف العسكرية الكندية. وبخلاف المحاكم العليا المحلية ذات الاختصاص الأصيل أو الاختصاص العام، فإن اختصاص المحاكم الفيدرالية والمحاكم المحلية محدود بموجب القانون. وإجمالًا، ثمة ما يزيد عن ألف قاض ممن تعينهم الحكومة الفيدرالية على شتى المستويات القضائية في جميع أنحاء كندا.

### عملية الاستئناف
تقع المحكمة العليا الكندية على قمة الهرم القضائي في كندا. تفصل تلك المؤسسة في الطعون على أحكام محاكم الملاذ الأخير، وهي في العادة محاكم الاستئناف المحلية والإقليمية، أو محكمة الاستئناف الفيدرالية، إلا أنه في بعض الحالات تُقدم الطعون من المحاكم الابتدائية مباشرةً للمحكمة العليا، كما الحال في قضايا حظر النشر وغيرها من الأحكام التي لا يمكن الطعن فيها.
تقتضي معظم طلبات الاستئناف إذن المحكمة العليا أولًا. تُعرض التماسات إذن الاستئناف أمام لجنة مكونة من ثلاثة قضاة تابعين للمحكمة، ويصدر الحكم بناءً على موافقة الأغلبية. يقتضي العرف ألا تبرر تلك اللجنة سبب الموافقة على طلب إذن الاستئناف أو رفضه، ولكن المحكمة تنظر عادةً في قضايا ذات أهمية وطنية. ولمامًا ما تمنح المحكمة العليا إذن الاستئناف، ما يعني أن محاكم الملاذ الأخير لمعظم المتقاضين هي محاكم الاستئناف المحلية. ولكن بعض القضايا لا تشترط أذون الاستئناف، لا سيما القضايا الجنائية التي يعترض فيها قاضٍ واحد على الأقل على أحد نقاط القانون، وطلبات الاستشارة من المحاكم المحلية.
النوع الأخير من القضايا التي تُعرض على المحكمة العليا هي القضايا التي تحيلها الحكومة الفيدرالية إلى المحكمة. وفي تلك الحالة، يجب على المحكمة العليا أن تعطي رأيها بشأن القضايا المُحالة إليها من قبل مجلس الملك (مجلس الوزراء الكندي). ومع ذلك رفضت المحكمة العليا أن تجيب على أسئلة الحكومة في مواضع كثيرة، من بينها قضية زواج المثليين في عام 2004. ففي تلك القضية تحديدًا، قالت المحكمة أنها لن تصدر حكمًا بشأن ما إذا كان الميثاق الكندي للحقوق والحريات يسمح بزواج المثليين لأن الحكومة أعلنت أنها بصدد تغيير القوانين بغض النظر عن رأي المحكمة، وهذا هو ما فعلته بالفعل.

### تفسير الدستور
من هنا نرى أن المحكمة العليا تتولى مسؤولية فريدة من نوعها. إذ أنها تنظر في طلبات الاستشارة القانونية التي يقدمها مجلس الوزراء للإجابة عن أسئلة قانونية هامة. تختص تلك الأسئلة عادةً بمشروعية القوانين الفيدرالية والمحلية وتفسيرها في نظر الدستور، وتوزيع السلطات بين الحكومة الفيدرالية والحكومة المحلية. يمكن استشارة المحكمة العليا بشأن أي نقطة من نقاط القانون بهذا الأسلوب. ومع ذلك لا تُستدعى المحكمة العليا للنظر في مثل تلك المسائل القانونية في أكثر الأحيان. قُدمت طلبات الاستشارة في السابق لإعادة النظر في الأحكام الجنائية التي أثارت القلق في كندا مثل قضية ديفيد ميلغارد وستيفن تراسكات.
المحكمة العليا هي أعلى سلطة مختصة بالمراجعة القانونية والنظر في مشروعية القوانين الكندية الفيدرالية والمحلية. إذا حكمت المحكمة بمخالفة القانون الفيدرالي أو المحلي لبنود توزيع السلطة المنصوص عليها في الدستور، يجب على البرلمان أو السلطة التشريعية أن تتعايش مع هذا الحكم، أو أن تباشر بتعديل القانون ليكون متوافقًا مع الدستور، أو أن تعدل الدستور نفسه. وإذا تعارض القانون مع أحد بنود الميثاق الكندي للحقوق، يمكن للبرلمان أن يعتبر القانون صالحًا لفترة مؤقتة استنادًا لسلطة إلغاء الأحكام المنصوص عليها في المادة الثالثة والثلاثين من ميثاق الحقوق. ففي أحد الحالات، استغلت الجمعية الوطنية في كيبيك سلطة تخطي الأحكام لإبطال حكم المحكمة العليا في قضية فورد ضد كيبيك التي حكمت فيها المحكمة بأن أحد قوانين كيبيك التي تحظر عرض الإعلانات باللغة الإنجليزية يتعارض مع ميثاق الحقوق. استغلت مقاطعة ساسكاتشوان أيضًا تلك الثغرة في ميثاق الحقوق للحفاظ على قوانين العمل الخاصة بها. تسمح سلطة تخطي الأحكام بوقف تنفيذ الأحكام لمدة خمسة أعوام فقط، وبعدها يجب تنفيذ الحكم القضائي بالقوة.
قد تؤخر المحكمة تنفيذ أحكامها القضائية في بعض الحالات حتى تبقى القوانين المخالفة للدستور قيد التنفيذ لبعض الوقت. تقوم المحكمة بذلك عادةً لإعطاء البرلمان مهلة من الزمن لسن مخطط تشريعي جديد. فمثلًا، قضت المحكمة العليا ببطلان قوانين مانيتوبا في قضية حقوق اللغة لأنها لم تصدر تلك القوانين باللغة الفرنسية كما يقتضي الدستور. ولكن المحكمة أخرت حكمها الأخير لخمس سنوات حتى تسمح لمانيتوبا بإعادة سن قوانينها باللغة الفرنسية، ثم اتضح لاحقًا أن السنوات الخمسة لم تكن كافية لاستيفاء شروط المحكمة، ولذلك وافقت المحكمة على إعطاء المقاطعة مهلة جديدة.
يمكن طرح المسائل الدستورية بطبيعة الحال في قضايا الاستئناف العادية التي قد تنطوي على أفراد بعينهم، أو حكومات بعينها، أو مؤسسات حكومية، أو مشاريع مملوكة من قبل الدولة. وفي تلك الحالات يجب إخطار الحكومات الفيدرالية والمحلية بجميع المسائل الدستورية، ويحق لتلك الأطراف التدخل لتقديم مذكرة قانونية أو حضور المرافعات الشفوية في المحكمة. وفي العادة يُسمح للأطراف الحكومية بعرض دعواهم على المحكمة، إلا أنه في بعض الحالات النادرة رفضت المحكمة الدعاوي الحكومية بناءً على أوامر أحد قضاة المحكمة.

## تعيين القضاة
يتولى مجلس الملك مسؤولية تعيين قضاة المحكمة العليا، حيث يقوم نائب كندا العام، ممثل الملكية في كندا، بتعيين القضاة بناءً على مشورة مجلس الملكة الخاص بكندا. وبحسب الأعراف والتقاليد، وحده مجلس الوزراء، الذي يمثل أحد اللجان المتميزة في مجلس الملك، من يقدم المشورة لنائب كندا العام، وتتخذ تلك المشورة عادةً هيئة مشاوارات مع رئيس الوزراء الكندي. وبذلك لا يلعب البرلمان أي دور رسمي في تعيين القضاة، وهو ما يثير الخلاف أحيانًا.